# سرخس جداري
سرخس جداري (الاسم العلمي: Polypodium murorum) هو نوع نباتي يتبع جنس السرخس من فصيلة السرخسية.